# Schwarzenbach (Dolna Austria)
Schwarzenbach – gmina targowa w Austrii, w kraju związkowym Dolna Austria, w powiecie Wiener Neustadt-Land. Według Austriackiego Urzędu Statystycznego liczyła 979 mieszkańców (1 stycznia 2014).

## Współpraca
Miejscowości partnerskie:
- Schwarzenbach – miejscowość w gminie Jonschwil, Szwajcaria
- Schwarzenbach an der Saale, Niemcy